# K2-18 c
K2-18 c è un esopianeta che orbita attorno alla stella nana rossa K2-18, situata a circa 111 anni luce dalla Terra.
Il pianeta è stato scoperto nel 2017 per mezzo del metodo delle velocità radiali, ed è il secondo pianeta noto del sistema, dopo la scoperta nel 2015 di K2-18 b, avvenuta con il metodo del transito nell'estensione della missione Kepler.

## Caratteristiche
Il pianeta ha una massa inferiore a quella del pianeta più esterno, di circa 5,6 M⊕, tuttavia a differenza K2-18 b il pianeta si trova troppo vicino alla stella per essere potenzialmente abitabile e la sua temperatura sarebbe decisamente superiore a quella del punto di ebollizione dell'acqua. La distanza dalla stella è mediamente di circa 0,06 UA, ossia circa 9 milioni di chilometri, e orbita attorno a essa in 9 giorni. Essendo stato scoperto con il metodo della velocità radiale non ne è noto il raggio: se fosse di tipo terrestre sarebbe di 1,77 r⊕, ma è anche possibile che si tratti di un mininettuno, avvolto da una spessa coltre gassosa di idrogeno ed elio, con un raggio di 2,7 volte quello terrestre.